# 98 Dywizjon Artylerii Ciężkiej
98 dywizjon artylerii ciężkiej (98 dac) – pododdział artylerii ciężkiej Wojska Polskiego II RP.
Dywizjon nie występował w pokojowej organizacji wojska. Został sformowany w ostatniej dekadzie sierpnia 1939 roku na bazie baterii 20 dywizjonu artylerii ciężkiej (II RP) (pokojowego) przez 9 pułk artylerii ciężkiej dla Armii „Modlin”.

## 98 dac w kampanii wrześniowej

### Mobilizacja
98 dywizjon artylerii ciężkiej typu I został zmobilizowany w ramach mobilizacji alarmowej w okresie od 26 do 29 sierpnia 1939 roku przez 9 pułk artylerii ciężkiej we Włodawie. Zalążkiem formowanego 98 dac stały się obie baterie „pokojowego” 20 dywizjonu artylerii ciężkiej istniejącego od 1938 roku. Dywizjon został skompletowany zgodnie z etatem, nie otrzymał jedynie radiostacji oraz zmobilizowane konie i wozy były częściowo nieprzydatne dla artylerii ciężkiej. Mobilizowany był we wsi Suszno w pobliżu Włodawy. Dowódcą dywizjonu został wyznaczony kpt. Edward Chmelik. 4 września 98 dac został załadowany do transportów kolejowych.

### Działania wojenne
Poprzez Brześć n/Bugiem, Łuków, Dęblin i Jabłonnę-Legionowo 98 dywizjon dotarł w pas działania Armii „Modlin”. W trakcie transportu kolumna amunicyjna dywizjonu, została zbombardowana podczas przejazdu przez Warszawę na Pradze, poniosła straty w zabitych i rannych oraz w koniach. 3 bateria po wyładowaniu w Markach została skierowana do Warszawy i zajęła 6 września stanowiska ogniowe w Parku Traugutta obok Cytadeli. 6 września dywizjon wyładował się w rejonie Jabłonna Legionowo i nocą zajął stanowiska ogniowe w lesie koło Nieporętu. Punkty obserwacyjne 1 i 2 baterii umieszczono na wzgórzach na południowym brzegu Narwi. 8 września obie baterie ostrzeliwały piechotę niemiecką usiłującą sforsować Narew w rejonie Serocka, punkty obserwacyjne wysunięto do Ryni.  98 dac działał w składzie GO gen. Zulaufa. Realizując rozkazy 98 dac przesunął się do lasów koło miejscowości Czarna. 11 i 12 września przemieścił się na szosę Radzymin-Warszawa i zajął stanowiska w północnej części Marek z kierunkiem ostrzału na Radzymin. Nocą 13/14 września 98 dac odmaszerował do Warszawy. Bateria 2 dołączyła do baterii 3, lokując swój punkt obserwacyjny na wieży kościoła św. Wojciecha. Baterie 2 i 3/98 dac i 5/2 pułku artylerii ciężkiej oraz dowództwo 98 dac stanowiły grupę artylerii ogólnego działania kpt. Chmelika na pododcinku północnym odcinka "Warszawa-Zachód". Bateria 1/98 dac zajęła stanowiska ogniowe w Łazienkach i stanowiła artylerię ogólnego działania pododcinka południowego odcinka „Warszawa-Zachód”. Do dnia kapitulacji stolicy baterie 98 dac wspierały ogniem własną piechotę, ostrzeliwały koncentrację niemieckich oddziałów z własnych obserwacji i na rozkaz dowództwa artylerii Armii „Warszawa”. Po kapitulacji stolicy część karabinów i pistoletów zakopano na stoku Cytadeli od ul. Czarnieckiego.

## Struktura organizacyjna i obsada etatowa
- Dowódca dywizjonu — kpt. Edward Chmelik[6]
- adiutant  dywizjonu - ppor. Alojzy Klimek
- oficer zwiadowczy - ppor. rez. inż. Władysław Kozakiewicz
- dowódca 1 baterii — kpt. Tadeusz Dąbrowski
  - oficer zwiadowczy - plut. pchor. Jurewicz
  - oficer ogniowy - ppor. rez. mgr Franciszek Stemler
- dowódca 2 baterii — kpt. Edward Niemesz
  - oficer zwiadowczy - ppor. Witold Twardowski
  - oficer ogniowy - ppor. rez. Karol Tajchert
- dowódca 3 baterii — kpt. Jan Maziarz
  - oficer zwiadowczy - ppor. Stefan Buczyński
  - oficer ogniowy - ppor. rez. inż. Janusz Krotkiewicz